# 5481 Kiuchi
5481 Kiuchi (1990 CH) là một tiểu hành tinh vành đai chính được phát hiện ngày 15 tháng 2 năm 1990 bởi Endate và Watanabe ở Kitami.